# Matilda Ziegler
Matilda F. E. Ziegler (* 23. Juli 1964 in Ashford, Kent, England) ist eine britische Fernseh- und Theaterschauspielerin.

## Leben
Matilda Zieglers erster Auftritt war in der BBC-Seifenoper EastEnders, in der sie von 1987 bis 1989 die drogenabhängige Donna Ludlow spielte. Bekannt wurde sie im deutschen Sprachraum vor allem durch ihre Auftritte in vier Episoden der ITV-Comedy-Serie Mr. Bean als dessen verklemmte Freundin Irma Gobb (1990 bis 1992). Weitere Auftritte hatte sie in den Fernsehserien Casualty (1996) Harbour Lights (1999), Where the Heart Is (2000) und Holby City (2003). Außerdem wirkt sie beim ITV-Politdrama The Bill (2003) mit. Ihre jüngste Arbeit ist die Rolle der Pearl Pratt in der Fernsehserie Lark Rise to Candleford, die von 2008 bis 2011 von BBC One ausgestrahlt wurde.
Ziegler ist mit dem Schauspieler Louis Hilyer verheiratet und hat drei inzwischen erwachsene Kinder. Sie lebt mit ihrer Familie in Norfolk.

## Filmografie
- 1987–1989: EastEnders (Fernsehserie, 15 Folgen)
- 1990–1992: Mr. Bean (Fernsehserie, 4 Folgen)
- 1994: Decadence
- 1995: My Good Friend (Fernsehserie, 1x01–1x07)
- 1996: In Suspicious Circumstances (Fernsehserie, Folge 5x09 Who’s Sorry Now?)
- 1996: Casualty (Fernsehserie, Folge 11x16 The Homecoming)
- 1997: Mr. White Goes to Westminster (Fernsehfilm)
- 1998: An Unsuitable Job for a Woman (Fernsehserie, Folge 1x02 A Last Embrace)
- 1998: Jilting Joe
- 1999: Harbour Lights (Fernsehserie, Folge 1x01–1x09)
- 2000: Where the Heart Is (Fernsehserie, Folge 4x02 No Regrets)
- 2000: Too Much Sun (Fernsehserie, Folge 1x01–1x06)
- 2002–2003: Mr. Bean (Zeichentrickserie, 6 Folgen, nur Stimme)
- 2003: Holby City (Fernsehserie, Folge 5x19 A Kind of Loving)
- 2003: Killing Hitler (TV-Dokumentation)
- 2003: The Bill (Fernsehserie, 2 Folgen)
- 2003: Home (Fernsehfilm)
- 2003–2004: Swiss Toni (Fernsehserie, 15 Folgen)
- 2004: Sex Traffic (Fernsehserie, Folge 1x01–1x02)
- 2004: Family Business (Fernsehserie, 1 Folge)
- 2004: The Audition (Kurzfilm)
- 2005: Inspector Lynley (The Inspector Lynley Mysteries, Fernsehserie, 2 Folgen)
- 2006: Talk (Kurzfilm)
- 2007: Outnumbered (Fernsehserie, Folge 1x04 The Quiet Night In)
- 2007: Lead Balloon (Fernsehserie, Folge 2x03 Points)
- 2007–2010: Doctors (Fernsehserie, 8 Folgen)
- 2010: Summer in Transylvania (Fernsehserie, 2 Folgen)
- 2008–2011: Lark Rise to Candleford (Fernsehserie, 36 Folgen)
- 2012: Lewis – Der Oxford Krimi (Lewis, Fernsehserie, Folge 6x01 The Soul of Genius)
- 2012: City Slacker
- 2012: The Poison Tree (Fernsehserie, Folge 1x02)
- 2013: Death in Paradise (Fernsehserie, Folge 2x06)
- 2013: Vera – Ein ganz spezieller Fall (Vera, Fernsehserie, Folge 3x03 Young Gods)
- 2015:  Foyle’s War (Folge 8x02 Trespass)
- 2015: Call the Midwife – Ruf des Lebens (Call the Midwife, Fernsehserie, Folge 4x06)
- 2018: The Alienist (Staffel 2, Folge 7, Letzte Abfahrt nach Brooklyn, Netflix) als Mrs. Malorie Hunter